# Fotouni
Fotouni (ou Touni) est une localité du Cameroun située dans le département du Haut-Nkam et la Région de l'Ouest. C'est une chefferie bamiléké qui fait partie de l'arrondissement de Bandja.
Fotouni (ou Touni) est une localité du Cameroun située dans le département du Haut-Nkam et la Région de l'Ouest. C'est une chefferie bamiléké qui fait partie de l'arrondissement de Bandja.

## Population
Lors du recensement de 2005, on a dénombré 7 175 personnes pour Fotouni proprement dit et 7 430 pour l'ensemble du groupement Fotouni. 

## Chefferie traditionnelle
Le village Fotouni a à sa tête un chef. Le chef actuel se nomme S. M. David Fondjo II.

## Peuple et langue
La langue du village est le Fotouni, une langue Bamiléké proche de la langue Batié. En langue Fotouni le peuple et le village sont dénommés "Touni". On pourra préciser "pe tounis" pour le, peuple, ce qui veut dire "les gens de Touni"

## Structure administrative de la commune
Le Groupement Fotouni est constitué de 12 chefferies de villages de 3e degrés dont Balafi(Lafi), Bano (N'no), Kouotouo, badjeupou (ndjeu pou'), Ndenla, Bamendjo (M'djo), Tcham, balatchie, bankop (Nkwop), Ngonfet, touokong, Bakouotcha (Kouotcha) et quelques très grands quartiers avec à leurs tetes des notables hauts gradés qui rendent compte directement à la chefferie supérieure.

## Éducation, Sport & Santé

### Éducation

#### Écoles
- École Publique de Fotouni
- Ecole publique groupe 2 de Fotouni
- Ecole Publique Babong Fotouni
- Ecole Publique Balafi Fotouni
- Ecole Publique Bamendjo Fotouni
- Ecole Publique Bano Fotouni
- Ecole Publique Balatchie Fotouni
- Ecole Publique Bangueka Fotouni
- Ecole Publique Tchikong Fotouni
- Ecole Publique Bankwop (ou bankop) Fotouni
- Ecole Publique Fangam Fotouni
- Ecole St. Michel de Fotouni
- Ecole La Providence de Fotouni
- Ecole Bilingue number one de Fotouni
- Ecole Maternelle St. Nicolas de Fotouni
- Ecole maternelle publique du Centre
- Ecole Maternelle La providence
- Ecole Maternelle Publique Tchikong
- Ecole Maternelle Publique Bano
- Ecole Maternelle Publique Number One

#### Collèges & Lycées
- Lycée de Fotouni
- Lycée technique de Fotouni
- College Polyvalent Saint Esprit de Fotouni

### Hôpitaux
Centre Médical d'Arrondissement de Fotouni
- Centre de Santé Intégré de Bamving
- Centre de santé intégré de babong
- Centre de santé integré de fangam
- Centre de santé intégré de Bano

### Manifestations
- Festival des arts et de la Culture dénommé Lié'La'Touni

## Lieux et monuments
- La place du marché
- La chefferie Supérieure

```
Le Nonena ranch
```

## Climat et relief
Situé dans une zone montagneuse avec un relief accidenté. Situation naturellement peu propice à l'installation des voies de communication par route. Trop de difficultés, dues aux pentes abruptes et au sol très exposé aux éboulements et autres accidents du relief. Pourtant, Fotouni, enclavé, dispose d'une carrière de pierres, de loin l'une des plus estimées de la région.